# Bart van Hintum
Bart Lambertus Wilhelmus van Hintum (* 16. Januar 1987 in Oss) ist ein niederländischer Fußballspieler.

## Karriere
Bart van Hintum begann mit dem Vereinsfußball in der Nachwuchsabteilung des FC Schadewijks und spielte anschließend für die Nachwuchsmannschaften der Vereine PSV Eindhoven und TOP Oss. Beim letztgenannten Zweitligisten TOP Oss wurde er 2005 in den Profikader aufgenommen. Nachdem er hier in seiner ersten Saison mit einem einzigen Ligaeinsatz sein Profidebüt geben konnte, eroberte er sich im Laufe der Saison 2006/07 einen Stammplatz und behielt diesen bis zum Sommer 2010. In diesem Sommer verfehlte sein Verein, der sich zu Saisonbeginn von TOP Oss in FC Oss umbenannte, den Klassenerhalt in der Eerste Divisie.
Nach dem Abstieg des FC Oss verließ van Hintum seinen Heimatverein in der Sommertransferperiode 2010 und setzte seine Karriere beim Zweitligaklub FC Dordrecht fort. Eine Spielzeit später wechselte er nochmal innerhalb der Liga und heuerte dieses Mal bei PEC Zwolle an. Mit diesem Klub gelang ihm in der Saison 2011/12 die Meisterschaft der Eerste Divisie und damit der Aufstieg in die Eredivisie. In der Saison 2013/14 holte er mit Zwolle zum ersten Mal in der Vereinshistorie den KNVB-Pokal, den niederländischen Landespokal. Durch diesen Sieg qualifizierte er sich im Sommer 2014 mit seiner Mannschaft für den Johan Cruijff Schaal, den niederländischen Supercup. In diesem Wettbewerb setzte sich seine Mannschaft gegen den amtierenden niederländischen Meister Ajax Amsterdam mit 1:0 durch und holte auch diese Trophäe zum ersten Mal in der Vereinshistorie.
Zur Saison 2016/17 wechselte van Hintum in die türkische Süper Lig zu Gaziantepspor. Mit diesem verfehlte er zum Saisonende den Klassenerhalt und wechselte dann zu Heracles Almelo. Zwei Jahre später wechselte er zum FC Groningen, für den er anschließend drei Jahre lang aktiv war. Im Sommer 2022 kehrte er zu PEC Zwolle zurück, der in der Zwischenzeit in die zweite Liga abgestiegen war.

## Erfolge
Mit PEC Zwolle
- Meister der Eerste Divisie und Aufstieg in die Eredivisie: 2011/12
- KNVB-Pokal-Sieger: 2013/14
- Johan-Cruijff-Schaal-Sieger: 2014